# Sarkad
Sarkad est une ville et une commune du comitat de Békés en Hongrie.

## Villes jumelées
- Niestetal (Allemagne) depuis juillet 2005[1]